# George Paget Thomson
Sir George Paget Thomson (født 3. maj 1892 i Cambridge, død 10. september 1975) var en engelsk fysiker.
Han blev tildelt Nobelprisen i fysik i 1937 sammen med Clinton Joseph Davisson for opdagelsen af elektroners diffraktion i krystaller.
Han var søn af fysikeren og nobelprisvinderen J.J. Thomson.